# ウォレン・カップ
ウォレン・カップ（英語: The Warren Cup）は古代ローマ時代の銀製スキュポス（またはドリンクカップ）。側面にホモエロティックな性的描写が２面描かれている。現在の名称は過去の所有者エドワード・ペリー・ウォレンの名に由来し、1999年に大英博物館へ収蔵された。

## 特徴

### 製作上の特徴
カップは5つの部分で構成されている。杯のメインパーツはハンマーで内側から叩いた浅浮き彫りで人物などを外面に描いてある。また杯の内側は取り外しができるようになっており、内側は周縁部までが一体となっていて、表面が平らで厚い銀地でできている。これはカップの取り扱いと洗浄を簡単にするための構造だと推測されている。その他に銀製のベース、ベースにはんだ付けされた鋳造の脚、そして二つのハンドルで構成されている。
カップには長い年月使われた痕跡が見られ、ハンドルは欠落し、金箔が施されていたと思われるが失われてしまっている。しかしその他の点においては保存状態は極めて良いとされる。ローマ時代の芸術品には性行為を描いたものが広く見られ、このようなカップは異性間の行為を描いたものが同性間のものよりも多く現存しているが、通常はペアで作られ、話題の種として夜の宴などで使われた。

### 表面の図像
片面には男性（積極的な側、erastes）が若い男性（受動的な側、catamite、eromenos）とアナルセックスをする場面を描写している。天井から伸びる縄または支持体のようなものを使い、男性が下になる現在の背面騎乗位のような性交体位が描かれている。奴隷とみられる若い男性は奥に描かれたドアを気にしている様子が見て取れる。もう一方の面には若い男性がうつぶせになった少年と愛しあう姿が描かれている。両方のシーンに覆い布が描かれ、前者のシーンにはリラが、後者のシーンにはアウロスが描かれている。

## 歴史
紀元1年-20年（またはおおよそ紀元1世紀頃）にローマ人の客よりギリシア人の工芸家に依頼されたと思われるが、現在でも確実なカップの起源は考古学上の謎とされている。一説によると、カップはエルサレム近郊のバティアでクラウディウスのコインとともに見つかったとされる。

### ウォレンの所有時代
ウォレンは1911年に2000ポンドでカップを購入している。

### 大英博物館の所蔵時代
1950年代に、アメリカの税関がカップの持ち込みを却下し、カンタベリー大主教が議長を務める博物館の議会を説得できる可能性を低いと判断した博物館（大英博物館を含む）のいくつかが、購入を断っている。カップは海外への流失を防ぐために、大英博物館が1999年に180万ポンド（Heritage Lottery Fund、National Art Collections Fund、The British Museum Friends の寄付も含まれている）で購入している。1950年代から価格の交渉は続けられていたが、購入当時において大英博物館が単一の作品に対して支払った中で最も高い金額となった。
カップは2006年5月から6月まで博物館の Room 3 で開催された "The Warren Cup: Sex and society in ancient Greece and Rome" で展示のハイライトとされた。 キュレーターの Dyfri Williams は展示について以下のように述べている。 
「制作当時における性の描写がよく伝わってくるこの素晴らしい作品を展示できて嬉しく思っています。この作品は現代の私達にとっては奇妙なものに見えますが、当時は壁や浴場のモザイク、私邸などでは同じようなモチーフを描写した作品が多く存在していました。」
カップは2006年12月から2007年1月までヨークシャー博物館にて展示された。2010年にはBBC Radio 4 の番組「A History of the World in 100 Objects」の36番目の作品としてこのカップは登場している。

## 真贋の疑問
近年の一説ではウォレン・カップは古代ローマ時代の遺物ではなく、アール・ヌーヴォー様式の技術を培った優秀な職人による19世紀から20世紀にかけての作品ではないかという主張がある。ウォレンと親交があり、また彼を顧客として興味を熟知していたディーラーの Fausto Benedetti (1874-1931) のような人物が制作に関わり、ローマの金細工職人として著名なアンティークのディーラー兼コレクターのカステラーニ兄弟の協力を得た可能性を指摘している。ヘレニズムアートや共和制末期から帝政初期にかけてのローマ時代の陶芸品に詳しい作家や考古学者は、カステラーニのコレクションの一部でギリシャ・ローマ時代の陶器に描かれた幾つかのシーンとカップとの酷似性を挙げて、これらを組み合わせたり修正した場面がカップのデザインになっていると論証している。この説では銀細工職人の Claudio Franchi が歴史的、図像的、様式的な面を解析した結果を引用している。

## 関連書籍
- Clarke, John R (1998), Looking at Lovemaking: Constructions of Sexuality in Roman Art, 100 B.C.-A.D. 250, University of California Press, ISBN 9780585327136
- Pollini, John (March 1999), “The Warren Cup: Homoerotic Love and Symposial Rhetoric in Silver”, Art Bulletin 81.1:  21–52, ISSN 00043079, OCLC 483447412 (Full text)
- Sox, David (1991), Bachelors of Art: Edward Perry Warren and the Lewes House Brotherhood, Fourth Estate, cop, ISBN 9781872180113
- Williams, Dyfri. 1999. "The Warren silver cup", British Museum Magazine: th-12, 35 (Autumn/Winter 1999), pp. 25–28
- Williams, Dyfri (2006), The Warren Cup, British Museum objects in focus, The British Museum Press, ISBN 9780714122601